# Ralf B. Korte

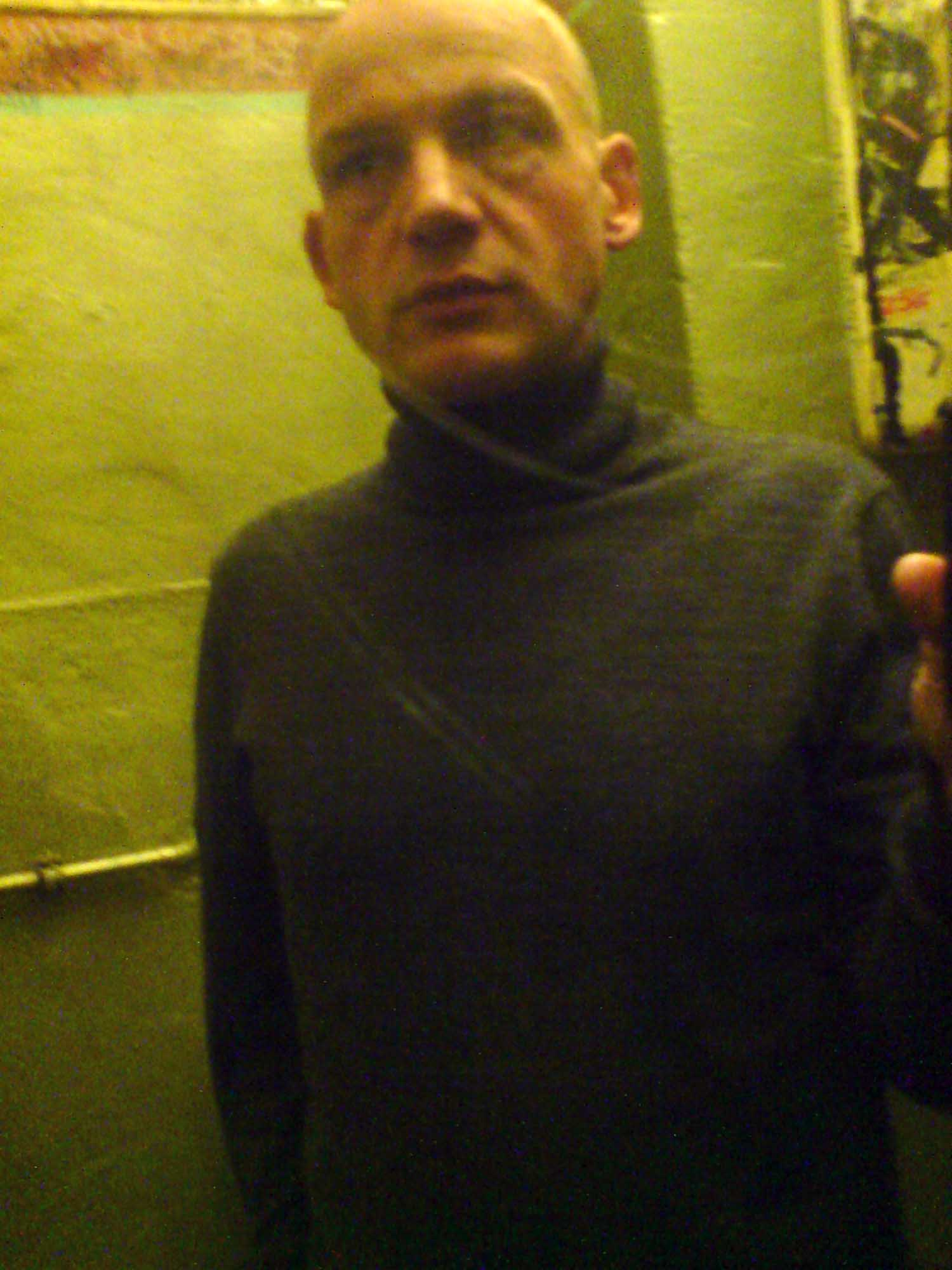
Ralf B. Korte, 2010

Ralf B. Korte (* 1963 in Ulm) ist ein deutscher Schriftsteller und Mitherausgeber der Literaturzeitschrift perspektive. Er lebt in Berlin und Graz.

## Leben
Ralf B. Korte studierte Literatur, Politologie und Philosophie in Konstanz, Boston und Graz. Er war Teil der Literatur- und Performancegruppe shelter performance group. Seit 1991 ist er Mitherausgeber der Literaturzeitschrift perspektive - hefte für zeitgenössische literatur. Seit 1993 lebt er in Berlin und Graz.
Mit D. Holland-Moritz und Uwe Warnke veranstaltet er seit 2003 TextTotal, einen kritischen Literatursalon zu aktuellen Entwicklungen in der Lyrik.
Er schreibt regelmäßig Essays für die Grazer Wandzeitung ausreißer.
Ralf B. Korte verfasst komplexe Prosa und Essays.

## Werke
- Unter der Haut. Mehrzweckprosa, Siegendorf: NN-Fabrik, 1997.
- Forward slope, Klagenfurt: Ritter, 2000.
- mit Elisabeth Hödl: FM dj (reading Reise durch die Nacht): ein elektronischer Briefroman, Bielefeld: Aisthesis, 2004.
- perspektive: konzepte einer zeitgenössischen Literatur. eine revue nach neunundvierzig nummern. Wien: Sonderzahl, 2006 (als Mitherausgeber).
- D'Annunzio. d'Annunzio.., Klagenfurt: Ritter, 2008.
- Galatea. Kriminalroman, Graz: Leykam Verlag, 2011 (zs. mit Elisabeth Hödl).
- neulich war schon oder. Ritter, Klagenfurt 2015. ISBN 978-3-85415-525-6.